# Lijst van rijksmonumenten op de Nieuwendijk (Amsterdam)
Een overzicht van de 95 rijksmonumenten op de Nieuwendijk in Amsterdam.
| Object | Oorspronkelijke functie? | Bouwjaar                    | Architect    | Locatie         | Coördinaten?                  | Nr.?   | Afbeelding |
| --- | ------------------------ | --------------------------- | ------------ | --------------- | ----------------------------- | ------ | --- |
| Hoekhuis waarvan de gevel is beëindigd door een klokvormige top met rollagen                                         | Gebouw                   | 17e/19e eeuw                |              | Nieuwendijk 1   | 52° 22' 44" NB, 4° 53' 41" OL | 3747   | Meer afbeeldingen |
| Pand met pilastergevel beëindigd door een punttop                                                                    | Gebouw                   | 1666 19e eeuw               |              | Nieuwendijk 5   | 52° 22' 44" NB, 4° 53' 42" OL | 3748   | Pand met pilastergevel beëindigd door een punttop                                                                    |
| Pand met halsgevel                                                                                                   | Gebouw                   | 1736                        |              | Nieuwendijk 7   | 52° 22' 43" NB, 4° 53' 42" OL | 3749   | Pand met halsgevel                                                                                                   |
| Pand met 18e-eeuwse gevel onder rechte lijst                                                                         | Gebouw                   | 18e/19e eeuw                |              | Nieuwendijk 21  | 52° 22' 42" NB, 4° 53' 43" OL | 3750   | Upload foto |
| Pand met gevel onder rechte lijst met consoles                                                                       | Gebouw                   | laatste kwart 18e eeuw      |              | Nieuwendijk 29  | 52° 22' 42" NB, 4° 53' 44" OL | 3751   | Pand met gevel onder rechte lijst met consoles                                                                       |
| Pand met gevel onder rechte lijst                                                                                    | Gebouw                   | eerste helft 19e eeuw       |              | Nieuwendijk 31  | 52° 22' 42" NB, 4° 53' 44" OL | 3752   | Pand met gevel onder rechte lijst                                                                                    |
| Pand met gevel onder rechte lijst                                                                                    | Gebouw                   | eerste helft 19e eeuw       |              | Nieuwendijk 33  | 52° 22' 42" NB, 4° 53' 44" OL | 3753   | Pand met gevel onder rechte lijst                                                                                    |
| Pand met gevel onder rechte lijst                                                                                    | Gebouw                   | eerste helft 19e eeuw       |              | Nieuwendijk 35  | 52° 22' 41" NB, 4° 53' 44" OL | 3754   | Pand met gevel onder rechte lijst                                                                                    |
| Pand met gevel onder rechte lijst                                                                                    | Gebouw                   | eerste helt 19e eeuw        |              | Nieuwendijk 39  | 52° 22' 41" NB, 4° 53' 45" OL | 3755   | Pand met gevel onder rechte lijst                                                                                    |
| Modewinkel met magazijn in Neo-Venetiaanse Renaissance                                                               | Winkel                   | 1893-1894                   | W.E. Welsing | Nieuwendijk 47  | 52° 22' 40" NB, 4° 53' 46" OL | 518444 | Upload foto |
| Hoekhuis met klokgevel                                                                                               | Gebouw                   | derde kwart 18e eeuw        |              | Nieuwendijk 51  | 52° 22' 40" NB, 4° 53' 47" OL | 3756   | Hoekhuis met klokgevel                                                                                               |
| Hoekhuis met klokgevel                                                                                               | Gebouw                   | derde kwart 18e eeuw        |              | Nieuwendijk 53  | 52° 22' 39" NB, 4° 53' 47" OL | 3757   | Upload foto |
| Pand met halsgevel                                                                                                   | Gebouw                   | ca. 1725                    |              | Nieuwendijk 61  | 52° 22' 39" NB, 4° 53' 48" OL | 3758   | Meer afbeeldingen |
| Pand met klokgevel                                                                                                   | Gebouw                   | tweede helft 17e eeuw       |              | Nieuwendijk 63  | 52° 22' 38" NB, 4° 53' 48" OL | 3759   | Meer afbeeldingen |
| Pand met halsgevel                                                                                                   | Gebouw                   | derde kwart 18e eeuw        |              | Nieuwendijk 65  | 52° 22' 38" NB, 4° 53' 48" OL | 3760   | Meer afbeeldingen |
| Hoekhuis onder gebroken schilddak                                                                                    | Werk-woonhuis            | eerste kwart 20e eeuw       |              | Nieuwendijk 75  | 52° 22' 37" NB, 4° 53' 48" OL | 3761   | Hoekhuis onder gebroken schilddak                                                                                    |
| Pand met gevel onder rechte lijst met consoles                                                                       | Gebouw                   | laatste kwart 18e eeuw      |              | Nieuwendijk 77  | 52° 22' 37" NB, 4° 53' 48" OL | 3762   | Meer afbeeldingen |
| Pand met gevel onder gesneden rechte lijst met consoles en snijraam                                                  | Gebouw                   | ca. 1800                    |              | Nieuwendijk 79  | 52° 22' 37" NB, 4° 53' 48" OL | 3763   | Meer afbeeldingen |
| Pand met geveltje onder verhoogde lijst met triglyfen en consoles                                                    | Gebouw                   | laatste helft 18e eeuw      |              | Nieuwendijk 81  | 52° 22' 37" NB, 4° 53' 48" OL | 3764   | Meer afbeeldingen |
| Pand met gevel onder rechte lijst                                                                                    | Gebouw                   | eerste helft 19e eeuw       |              | Nieuwendijk 83  | 52° 22' 37" NB, 4° 53' 48" OL | 3765   | Pand met gevel onder rechte lijst                                                                                    |
| Huis met gevel in een mengsel van Nederlandse en Italiaanse renaissancemotieven                                      | Gebouw                   | 1887                        |              | Nieuwendijk 89  | 52° 22' 36" NB, 4° 53' 48" OL | 3766   | Meer afbeeldingen |
| Pand met gevel onder rechte lijst                                                                                    | Gebouw                   | eerste helft 19e eeuw       |              | Nieuwendijk 95  | 52° 22' 36" NB, 4° 53' 48" OL | 3767   | Pand met gevel onder rechte lijst                                                                                    |
| Pand met gevel onder rechte lijst                                                                                    | Gebouw                   | eerste helft 19e eeuw       |              | Nieuwendijk 97  | 52° 22' 36" NB, 4° 53' 47" OL | 3768   | Pand met gevel onder rechte lijst                                                                                    |
| Pand met gevel onder rechte lijst met consoles                                                                       | Gebouw                   | laatste kwart 19e eeuw      |              | Nieuwendijk 99  | 52° 22' 36" NB, 4° 53' 47" OL | 3769   | Pand met gevel onder rechte lijst met consoles                                                                       |
| Pand met gevel onder rechte lijst                                                                                    | Gebouw                   | 17e/19e eeuw                |              | Nieuwendijk 109 | 52° 22' 35" NB, 4° 53' 47" OL | 3770   | Meer afbeeldingen |
| Pand met gevel onder rechte lijst                                                                                    | Gebouw                   | eerste helft 19e eeuw       |              | Nieuwendijk 111 | 52° 22' 35" NB, 4° 53' 46" OL | 3771   | Meer afbeeldingen |
| Pand met trapgevel, versierd met grote boogblokken, gevel- en jaartalstenen                                          | Gebouw                   | 1635 (jaarsteen)            |              | Nieuwendijk 113 | 52° 22' 35" NB, 4° 53' 46" OL | 3772   | Meer afbeeldingen |
| Pand met gevel onder rechte lijst met consoles                                                                       | Werk-woonhuis            | laatste kwart 18e eeuw      |              | Nieuwendijk 115 | 52° 22' 35" NB, 4° 53' 46" OL | 3773   | Meer afbeeldingen |
| Pand met klokgevel                                                                                                   | Gebouw                   | 18e eeuw                    |              | Nieuwendijk 119 | 52° 22' 34" NB, 4° 53' 46" OL | 3774   | Meer afbeeldingen |
| Pand met gevel onder rechte lijst met consoles                                                                       | Gebouw                   | laatste kwart 18e eeuw      |              | Nieuwendijk 121 | 52° 22' 34" NB, 4° 53' 45" OL | 329014 | Meer afbeeldingen |
| Hoekhuis met gevel onder verhoogde lijst met consoles en gezwenkte verhoging op de zijgevel                          | Gebouw                   | tweede kwart 18e eeuw       |              | Nieuwendijk 129 | 52° 22' 34" NB, 4° 53' 45" OL | 3775   | Meer afbeeldingen |
| Hoekhuis met gebeeldhouwde verhoogde lijst met opzetstuk                                                             | Gebouw                   | derde kwart 18e eeuw        |              | Nieuwendijk 131 | 52° 22' 34" NB, 4° 53' 44" OL | 3776   | Meer afbeeldingen |
| Pand met halsgevel                                                                                                   | Gebouw                   | ca. 1725                    |              | Nieuwendijk 143 | 52° 22' 33" NB, 4° 53' 43" OL | 3777   | Meer afbeeldingen |
| Pand met gevel onder rechte lijst                                                                                    | Gebouw                   | eerste helft 19e eeuw       |              | Nieuwendijk 145 | 52° 22' 33" NB, 4° 53' 43" OL | 3778   | Meer afbeeldingen |
| Hoekhuis met gevel onder rechte lijst                                                                                | Gebouw                   | eerste helft 19e eeuw       |              | Nieuwendijk 2   | 52° 22' 44" NB, 4° 53' 41" OL | 3800   | Meer afbeeldingen |
| Pand met gevel onder rechte lijst waarboven een dakvoorschot                                                         | Gebouw                   | eerste helft 19e eeuw       |              | Nieuwendijk 4   | 52° 22' 44" NB, 4° 53' 41" OL | 3801   | Meer afbeeldingen |
| Pand met halsgevel                                                                                                   | Gebouw                   | eerste helft 18e eeuw       |              | Nieuwendijk 8   | 52° 22' 43" NB, 4° 53' 41" OL | 3802   | Meer afbeeldingen |
| Pand met gevel onder rechte lijst                                                                                    | Gebouw                   | eerst helft 19e eeuw        |              | Nieuwendijk 10  | 52° 22' 43" NB, 4° 53' 41" OL | 3803   | Meer afbeeldingen |
| Hoekhuis met gevel onder rechte lijst                                                                                | Gebouw                   | eerste helft 19e eeuw       |              | Nieuwendijk 14  | 52° 22' 43" NB, 4° 53' 42" OL | 3804   | Meer afbeeldingen |
| Hoekhuis met gevel onder                                                                                             | Gebouw                   | 18e/19e eeuw                |              | Nieuwendijk 18  | 52° 22' 43" NB, 4° 53' 42" OL | 3805   | Meer afbeeldingen |
| Hoekhuis met voorgevel onder rechte lijst en gevelsteen in de zijgevel                                               | Woonhuis                 | 18e/19e eeuw                |              | Nieuwendijk 20  | 52° 22' 42" NB, 4° 53' 42" OL | 3806   | Meer afbeeldingen |
| Pand met trapgevel, versierd met kleine blokjes                                                                      | Gebouw                   | 17e/18e/19e eeuw            |              | Nieuwendijk 24  | 52° 22' 42" NB, 4° 53' 43" OL | 3807   | Meer afbeeldingen |
| Pand met gekuifde klokgevel                                                                                          | Gebouw                   | derde kwart 18e eeuw        |              | Nieuwendijk 26  | 52° 22' 42" NB, 4° 53' 43" OL | 3808   | Meer afbeeldingen |
| Hoekhuis met trapgevel, versierd met grote boogblokken                                                               | Gebouw                   | 1630                        |              | Nieuwendijk 30  | 52° 22' 42" NB, 4° 53' 43" OL | 3809   | Meer afbeeldingen |
| Pand met gevel onder punttop                                                                                         | Gebouw                   | mogelijk 18e/19e eeuw       |              | Nieuwendijk 36  | 52° 22' 41" NB, 4° 53' 44" OL | 3810   | Meer afbeeldingen |
| Pand met gevel onder rechte lijst                                                                                    | Gebouw                   | eerste helft 19e eeuw       |              | Nieuwendijk 38  | 52° 22' 41" NB, 4° 53' 44" OL | 3811   | Meer afbeeldingen |
| Pand met gevel onder rechte lijst                                                                                    | Gebouw                   | eerste helft 19e eeuw       |              | Nieuwendijk 42  | 52° 22' 41" NB, 4° 53' 44" OL | 3812   | Meer afbeeldingen |
| Pand met klokgevel                                                                                                   | Gebouw                   | 18e eeuw                    |              | Nieuwendijk 44  | 52° 22' 41" NB, 4° 53' 44" OL | 3813   | Meer afbeeldingen |
| Pand met klokgevel                                                                                                   | Gebouw                   | 18e eeuw                    |              | Nieuwendijk 48  | 52° 22' 40" NB, 4° 53' 45" OL | 3814   | Meer afbeeldingen |
| Ten dele gesloopt pand, vanwege de gevelsteen met keizerbeeldje                                                      | Gebouw                   | eerste helft 17e eeuw       |              | Nieuwendijk 60  | 52° 22' 39" NB, 4° 53' 46" OL | 3816   | Ten dele gesloopt pand, vanwege de gevelsteen met keizerbeeldje                                                      |
| Pand met gevel onder rijk gebeeldhouwde brede hals van bijzonder ontwerp                                             | Gebouw                   | ca. 1725/1730               |              | Nieuwendijk 62  | 52° 22' 39" NB, 4° 53' 47" OL | 3817   | Meer afbeeldingen |
| Pand met gevel onder rechte lijst                                                                                    | Gebouw                   | 18e/19e eeuw                |              | Nieuwendijk 68I | 52° 22' 38" NB, 4° 53' 47" OL | 3818   | Meer afbeeldingen |
| Pand met zware klokgevel                                                                                             | Woonhuis                 | 1730 (gevel) ca. 1800 (pui) |              | Nieuwendijk 74  | 52° 22' 38" NB, 4° 53' 47" OL | 3819   | Meer afbeeldingen |
| Pand met gevel onder verhoogde lijst met consoles                                                                    | Gebouw                   | eerste helft 19e eeuw       |              | Nieuwendijk 78  | 52° 22' 38" NB, 4° 53' 48" OL | 3820   | Upload foto |
| Hoekhuis met halsgevel en zijgevel onder lijst met consoles, waarin gebeeldhouwde trapvensters                       | Gebouw                   | eerste helft 18e eeuw       |              | Nieuwendijk 80  | 52° 22' 38" NB, 4° 53' 48" OL | 3821   | Upload foto |
| Pand met klokgevel                                                                                                   | Gebouw                   | derde kwart 18e eeuw        |              | Nieuwendijk 86  | 52° 22' 37" NB, 4° 53' 48" OL | 3824   | Meer afbeeldingen |
| Pand met zeer smalle gevel onder rechte lijst                                                                        | Woonhuis                 | eerste helft 19e eeuw       |              | Nieuwendijk 88  | 52° 22' 37" NB, 4° 53' 47" OL | 3825   | Meer afbeeldingen |
| Pand met klokgevel                                                                                                   | Gebouw                   | derde kwart 18e eeuw        |              | Nieuwendijk 92H | 52° 22' 37" NB, 4° 53' 47" OL | 3826   | Meer afbeeldingen |
| Pand met gevel onder rechte lijst                                                                                    | Gebouw                   | derde kwart 19e eeuw        |              | Nieuwendijk 96  | 52° 22' 36" NB, 4° 53' 47" OL | 3827   | Meer afbeeldingen |
| Pand met halsgevel                                                                                                   | Gebouw                   | eerste kwart 18e eeuw       |              | Nieuwendijk 98  | 52° 22' 36" NB, 4° 53' 47" OL | 3828   | Meer afbeeldingen |
| Pand met klokgevel                                                                                                   | Opslag                   | derde kwart 18e eeuw        |              | Nieuwendijk 102 | 52° 22' 36" NB, 4° 53' 47" OL | 3829   | Meer afbeeldingen |
| Pand met gevel onder rechte lijst                                                                                    | Gebouw                   | eerste helft 19e eeuw       |              | Nieuwendijk 104 | 52° 22' 36" NB, 4° 53' 46" OL | 3830   | Meer afbeeldingen |
| Pand met gepleisterde gevel onder rechte lijst                                                                       | Gebouw                   | 19e eeuw                    |              | Nieuwendijk 106 | 52° 22' 36" NB, 4° 53' 46" OL | 3831   | Meer afbeeldingen |
| Pand met gevel onder rechte lijst                                                                                    | Gebouw                   | eerste helft 19e eeuw       |              | Nieuwendijk 110 | 52° 22' 35" NB, 4° 53' 46" OL | 3832   | Meer afbeeldingen |
| Pand met gevel | Gebouw                   | 18e/19e eeuw                |              | Nieuwendijk 120 | 52° 22' 34" NB, 4° 53' 45" OL | 3833   | Meer afbeeldingen |
| Pand met gevel onder rechte triglyfenlijst met consoles                                                              | Gebouw                   | 18e/19e eeuw                |              | Nieuwendijk 122 | 52° 22' 34" NB, 4° 53' 45" OL | 3834   | Meer afbeeldingen |
| Hoekhuis met gevel onder gesneden verhoogde lijst met consoles                                                       | Gebouw                   | tweede kwart 18e eeuw       |              | Nieuwendijk 124 | 52° 22' 34" NB, 4° 53' 44" OL | 3835   | Hoekhuis met gevel onder gesneden verhoogde lijst met consoles                                                       |
| Hoekhuis met gevel onder rechte lijst                                                                                | Gebouw                   | eerste helft 19e eeuw       |              | Nieuwendijk 147 | 52° 22' 32" NB, 4° 53' 43" OL | 3779   | Meer afbeeldingen |
| Pand met klokgevel                                                                                                   | Werk-woonhuis            | 18e eeuw                    |              | Nieuwendijk 149 | 52° 22' 32" NB, 4° 53' 43" OL | 3780   | Meer afbeeldingen |
| Pand met gevel onder rechte klossenlijst                                                                             | Gebouw                   | 19e eeuw                    |              | Nieuwendijk 151 | 52° 22' 32" NB, 4° 53' 42" OL | 3781   | Meer afbeeldingen |
| Pand met gevel onder rechte lijst met consoles                                                                       | Gebouw                   | laatste kwart 18e eeuw      |              | Nieuwendijk 153 | 52° 22' 32" NB, 4° 53' 42" OL | 3782   | Meer afbeeldingen |
| Pand met gevel onder rechte lijst met triglyfen                                                                      | Gebouw                   | laatste kwart 18e eeuw      |              | Nieuwendijk 157 | 52° 22' 32" NB, 4° 53' 43" OL | 3784   | Meer afbeeldingen |
| Pand met gevel onder rechte lijst                                                                                    | Gebouw                   | 18e/19e eeuw                |              | Nieuwendijk 159 | 52° 22' 32" NB, 4° 53' 42" OL | 3785   | Meer afbeeldingen |
| Pand met pilaster-halsgevel met oeils-de-boeuf en voluutvleugelstukken                                               | Gebouw                   | 1649                        |              | Nieuwendijk 161 | 52° 22' 31" NB, 4° 53' 42" OL | 3786   | Meer afbeeldingen |
| Pand met gevel onder verhoogde lijst                                                                                 | Gebouw                   | eerste helft 18e eeuw       |              | Nieuwendijk 163 | 52° 22' 31" NB, 4° 53' 42" OL | 3787   | Meer afbeeldingen |
| Pand met gevel onder gesneden lijst met triglyfen en consoles                                                        | Gebouw                   | laatste kwart 18e eeuw      |              | Nieuwendijk 165 | 52° 22' 31" NB, 4° 53' 41" OL | 3788   | Meer afbeeldingen |
| Pand met gevel onder rollagentop                                                                                     | Gebouw                   | 18e/19e eeuw                |              | Nieuwendijk 169 | 52° 22' 31" NB, 4° 53' 41" OL | 3789   | Pand met gevel onder rollagentop                                                                                     |
| Pand met gevel onder rollagentop                                                                                     | Gebouw                   | 18e/19e eeuw                |              | Nieuwendijk 171 | 52° 22' 31" NB, 4° 53' 41" OL | 3790   | Pand met gevel onder rollagentop                                                                                     |
| Pand met afsluitende rechte lijst                                                                                    | Gebouw                   | 18e/19e eeuw                |              | Nieuwendijk 173 | 52° 22' 31" NB, 4° 53' 41" OL | 3791   | Meer afbeeldingen |
| Pand met gevel onder gesneden verhoogde lijst                                                                        | Gebouw                   | laatste kwart 18e eeuw      |              | Nieuwendijk 179 | 52° 22' 30" NB, 4° 53' 40" OL | 3792   | Pand met gevel onder gesneden verhoogde lijst                                                                        |
| Pand met gevel onder verhoogde lijst met consoles                                                                    | Gebouw                   | 18e eeuw                    |              | Nieuwendijk 181 | 52° 22' 30" NB, 4° 53' 40" OL | 3793   | Pand met gevel onder verhoogde lijst met consoles                                                                    |
| Pand met gevel onder gesneden lijst met consoles                                                                     | Gebouw                   | laatste kwart 18e eeuw      |              | Nieuwendijk 211 | 52° 22' 28" NB, 4° 53' 37" OL | 3794   | Meer afbeeldingen |
| Pand met gepleisterde gevel onder verhoogde lijst met consoles, in traditionele trant                                | Woonhuis                 | derde kwart 19e eeuw        |              | Nieuwendijk 213 | 52° 22' 27" NB, 4° 53' 36" OL | 3795   | Meer afbeeldingen |
| Pand met gevel onder gesneden verhoogde lijst met consoles                                                           | Gebouw                   | 1730                        |              | Nieuwendijk 215 | 52° 22' 27" NB, 4° 53' 36" OL | 3796   | Pand met gevel onder gesneden verhoogde lijst met consoles                                                           |
| Pand met gevel onder rechte lijst                                                                                    | Gebouw                   | eerste kwart 19e eeuw       |              | Nieuwendijk 231 | 52° 22' 26" NB, 4° 53' 35" OL | 3797   | Meer afbeeldingen |
| Pand met klokgevel                                                                                                   | Gebouw                   | derde kwart 18e eeuw        |              | Nieuwendijk 233 | 52° 22' 26" NB, 4° 53' 34" OL | 18246  | Meer afbeeldingen |
| Pand met gevel onder rechte lijst                                                                                    | Gebouw                   | 18e/19e eeuw                |              | Nieuwendijk 237 | 52° 22' 25" NB, 4° 53' 35" OL | 3798   | Meer afbeeldingen |
| Hoekhuis met zandstenen halsgevel                                                                                    | Gebouw                   | derde kwart 18e eeuw        |              | Nieuwendijk 239 | 52° 22' 25" NB, 4° 53' 34" OL | 3799   | Meer afbeeldingen |
| Hoekhuis met voorgevel onder rechte lijst met consoles en hoge gemetselde dakkapel op de zijgevel, waarin gevelsteen | Gebouw                   | 1561                        |              | Nieuwendijk 198 | 52° 22' 27" NB, 4° 53' 36" OL | 3836   | Hoekhuis met voorgevel onder rechte lijst met consoles en hoge gemetselde dakkapel op de zijgevel, waarin gevelsteen |
| Pand met halsgevel met gesneden hijsbalk in gebeeldhouwde omlijsting                                                 | Gebouw                   | 1725                        |              | Nieuwendijk 206 | 52° 22' 27" NB, 4° 53' 35" OL | 3837   | Meer afbeeldingen |
| Pand met klokgevel                                                                                                   | Gebouw                   | derde kwart 18e eeuw        |              | Nieuwendijk 216 | 52° 22' 25" NB, 4° 53' 34" OL | 3838   | Meer afbeeldingen |
| Pand met halsgevel met vleugelstukken van bijzondere vorm                                                            | Gebouw                   | eerste kwart 18e eeuw       |              | Nieuwendijk 218 | 52° 22' 25" NB, 4° 53' 34" OL | 3839   | Meer afbeeldingen |
| Pand met halsgeveltje met oeils-de-boeuf                                                                             | Gebouw                   | ca. 1700                    |              | Nieuwendijk 222 | 52° 22' 25" NB, 4° 53' 33" OL | 3840   | Meer afbeeldingen |
| Pand met gepleisterde gevel onder rechte lijst met consoles en gesneden versiering boven de vensters                 | Gebouw                   | midden 19e eeuw             |              | Nieuwendijk 224 | 52° 22' 25" NB, 4° 53' 33" OL | 3841   | Meer afbeeldingen |
| Pand met gevel onder rechte lijst                                                                                    | Gebouw                   | eerste helft 19e eeuw       |              | Nieuwendijk 226 | 52° 22' 25" NB, 4° 53' 33" OL | 3842   | Meer afbeeldingen |